# Monsteroux-Milieu
Monsteroux-Milieu è un comune francese di 748 abitanti situato nel dipartimento dell'Isère della regione dell'Alvernia-Rodano-Alpi.

## Società

### Evoluzione demografica
Abitanti censiti